# Jakub Pokorný
Jakub Pokorný (ur. 11 września 1995 w Znojmie) – czeski piłkarz, grający na pozycji obrońcy. W sezonie 2022/2023 zawodnik Sigmy Ołomuniec. Reprezentował młodzieżowo kraj.

## Kariera klubowa

### Początki i gra w 1. SC Znojmo (2003–2016)
W latach 2003–2007 wychowywał się w TJ Višňové, a w latach 2007–2015 grał w młodzieżowych drużynach 1. SC Znojmo.
W pierwszym zespole zadebiutował 28 września 2014 roku w meczu przeciwko FK Varnsdorf, przegranym 4:1, grając cały mecz. Pierwszego gola strzelił 27 marca 2016 roku w meczu przeciwko FC Hradec Králové, przegranym 3:1. Do siatki trafił w 38. minucie. Łącznie w Znojmie zagrał 13 ligowych meczów i strzelił dwa gole.

### Baník Ostrawa (2016–)
1 lipca 2016 roku przeniósł się do Baníku Ostrawa. W tym klubie zadebiutował 7 sierpnia w meczu przeciwko 1. SC Znojmo, zremisowanym 1:1, grając cały mecz.

#### Wypożyczenie do FK Usti nad Labem (2018)
17 lutego 2018 roku został wypożyczony do FK Ústí nad Labem. W tym zespole zadebiutował 9 marca w meczu przeciwko FK Pardubice, zremisowanym 0:0, grając 56 minut. Pierwszego gola strzelił 25 maja w meczu przeciwko MFK Vitkovice, wygranym 4:0. Do bramki trafił w 59. minucie. Łącznie nad Łabą zagrał 12 meczów i strzelił gola.

#### Wypożyczenie do FC Hradec Králové (2018–2019)
16 sierpnia 2018 roku został wypożyczony ponownie, tym razem do FC Hradec Králové. W tym klubie zadebiutował 26 sierpnia w meczu przeciwko FK Varnsdorf, przegranym 1:0, grając cały mecz. Pierwszego gola strzelił 11 listopada w meczu przeciwko FK Pardubice, wygranym 4:1. Do siatki trafił w 21. minucie. Łącznie w tym klubie zagrał 15 meczów i strzelił gola.

#### Powrót do Baníku
Po powrocie z wypożyczeń strzelił swojego pierwsze gole. Zrobił to 8 listopada 2019 roku w meczu przeciwko MFK Karvina, wygranym 3:0. Do siatki trafiał w 26. i 88. minucie. Łącznie do 28 stycznia 2022 roku zagrał 94 ligowe mecze i strzelił 5 goli.
Zagrał też 9 meczów, strzelił gola i miał asystę w rezerwach tego klubu.

## Kariera reprezentacyjna
Zagrał 3 mecze w kadrze U-20.
Takie same statystyki ma w reprezentacji U-21.